# David McCormick
David Harold McCormick (Washington, Pennsylvania, 1965. augusztus 17. –) amerikai politikus, katona és üzletember, az Egyesült Államok szenátora Pennsylvaniából. 2020 és 2022 között a Bridgewater Associates, a világ egyik legnagyobb hedge fundjának vezérigazgatója volt.
McCormick Washingtonban született, 1987-ben végezte el gépészmérnöki tanulmányait a West Point akadémián. 1996-ban szerezte meg PhD-jét a Princetoni Egyetemről, de csak az után, hogy öt évet szolgált volna az amerikai hadseregben 1987 és 1992 között. Az első katonák között volt, akit az Egyesült Államok Irakba küldött 1991-ben az öbölháború idején. 130 katonát irányított, akiknek fő feladata aknamezők tisztítása, és az ellenség muníciójának elpusztítása volt.
Az 1990-es évek végén a magánszektorban kezdett el dolgozni, tanácsadóként, majd a FreeMarkets cég elnöke lett, amit később 500 millió dollárért eladott az Aribának. Azt követően, hogy elhagyta a Bush-kormányt 2009-ben, a Bridgewater Associates elnöke lett, 2017-ben lett vezérigazgatója, amely posztot 2022-ig töltött be, 2020-tól egyedül.
Első politikai pozícióját George W. Bush kormányában töltötte be, 2005-től 2009-ig három különböző alminiszteri posztra is kinevezték. Először 2022-ben indult Pennsylvania szenátori székéért, akkor a republikánus előválasztáson legyőzte őt Mehmet Oz, de kevesebb, mint ezer szavazattal. Mikor 2024-ben ismét indult, ellenfél nélkül választották meg a republikánus jelöltnek, a választáson pedig szoros versenyben legyőzte a demokrata Bob Casey Jr.-t.